# Lelis (village)
Pour les articles homonymes, voir Lelis.
Lelis (prononciation : [ˈlɛlis]) est un village polonais de la gmina de Lelis dans le powiat d'Ostrołęka de la voïvodie de Mazovie dans le centre-est de la Pologne.
Le village est le siège administratif (chef-lieu) de la gmina appelée gmina de Lelis.
Il se situe à environ 13 kilomètres au nord d'Ostrołęka (siège du powiat) et à 114 kilomètres au nord de Varsovie (capitale de la Pologne).

## Histoire
De 1975 à 1998, le village appartenait administrativement à la voïvodie d'Ostrołęka.